# Чёрное облако (сериал)
«Чёрное облако» — российский психологический телесериал-триллер режиссёра Карена Оганесяна по сценарию Дарьи Грацевич. Главные роли исполнили Мария Мацель, Марьяна Спивак, Юрий Колокольников и Филипп Янковский.
Премьера состоялась 7 сентября 2023 года в онлайн-кинотеатра Okko. В октябре 2023 года сериал был продлён на второй сезон.

## Сюжет
Главная героиня сериала Оля обладает трудным характером, а знакомые считают её слишком злой. Она ходит на приёмы к психологу, которому рассказывает обо всех людях, которые вызывают у неё недовольство, и которым она желает смерти. Внезапно все они начинают умирать один за другим при странных обстоятельствах. Оля теряется в догадках о причинах происходящего — кто оказал ей такую странную услугу?

## В ролях
| Актёр                 | Роль                      |
| --------------------- | ------------------------- |
| Мария Мацель          | Оля                       |
| Марьяна Спивак        | Оксана                    |
| Филипп Янковский      | Борис Ковальский психолог |
| Алексей Розин         | Юрий                      |
| Юрий Колокольников    | отец Оли                  |
| Виктория Толстоганова | Лидия мать Оли            |
| Павел Чернышёв        | Лёша                      |
| Ангелина Пахомова     | Алина                     |
| Светлана Камынина     | Мария                     |
| Людмила Чиркова       | Красная шапочка           |
| Евгений Гришковец     | патологоанатом            |

## Эпизоды
| Сезон | Сезон | Серии | Период трансляции            |
| ----- | ----- | ----- | ---------------------------- |
|       | 1     | 8     | 7 сентября — 26 октября 2023 |
|       | 2     | 8     | TBA                          |

Сезон 1
| № в сезоне | Режиссёр       | Автор сценария | Дата премьеры    |
| --- | -------------- | -------------- | ---------------- |
| 1 | Карен Оганесян | Дарья Грацевич | 7 сентября 2023  |
| Оля рассказывает психологу, как ненавидит свою преподавательницу в инвалидном кресле по прозвищу «Красная Шапочка», уверяя, что та совершенно спокойно может ходить. Гнев девушки вызван тем, что преподаватель, как она выражается, «буллит» ее. Еще Олю очень раздражает ее подруга Алина, помешанная на мужиках. Недовольна Оля и своим парнем Лешей, которого девушка подозревает в измене, и недавно объявившимся в ее жизни отцом. Всем им героиня желает страшной и мучительной смерти. Вскоре Красная Шапочка умирает прямо на кафедре. Ее смертью начинают интересоваться следователи, которые от патологоанатома узнают, что старушка скончалась от нервно-паралитического газа неизвестного происхождения. Похожая незавидная участь настигает и Алину. И в обоих случаях подозреваемой становится Оля. |                |                |                  |
| 2 | Карен Оганесян | Дарья Грацевич | 14 сентября 2023 |
| Оля узнаёт о смерти отца. Следовательница Оксана начинает подозревать в убийстве Красной Шапочки психолога Оли. |                |                |                  |
| 3 | Карен Оганесян | Дарья Грацевич | 21 сентября 2023 |
| Следователи находят в кабинете у психолога рисунки Оли. Может, он подталкивал пациентку к убийствам? Следователи едут на квартиру к молодому человеку Оли, боясь, что опоздают и найдут его труп. |                |                |                  |
| 4 | Карен Оганесян | Дарья Грацевич | 28 сентября 2023 |
| Теперь у Оксаны и Юры под подозрением Оля, вот только девушку находят мёртвой. Череда смертей не прекращается. В тюрьме оказывается молодой человек студентки и в камере он видит «черное облако». |                |                |                  |
| 5 | Карен Оганесян | Дарья Грацевич | 5 октября 2023   |
| Оксана узнаёт множество секретов Лидии. Что же скрывала мать от Оли в течение почти двадцати лет? |                |                |                  |
| 6 | Карен Оганесян | Дарья Грацевич | 12 октября 2023  |
| Оксана просыпается в квартире отца Оли и не видит рядом Лидии. Неужели Лидия сбежала? |                |                |                  |
| 7 | Карен Оганесян | Дарья Грацевич | 19 октября 2023  |
| Оксана пересматривает фотографии дела и видит на них совершенно других людей. Все жертвы оказываются связаны с ней. |                |                |                  |
| 8 | Карен Оганесян | Дарья Грацевич | 26 октября 2023  |
| Оксана пытается разобраться в своей жизни и серии смертей. Может быть, дело и расследование она просто придумала. |                |                |                  |

## Производство
Сериал снят продюсерским центром Originals Production и NORM PRODUCTION по заказу онлайн-кинотеатра Okko.
Съёмки проходили в Санкт-Петербурге.

## Реакция
Сериал получил в основном положительные отзывы российских кинокритиков.
Оля Смолина (Film.ru): «Наибольшая привлекательность „Чёрного облака“ кроется, как ни странно, в ладно скроенном визуальном повествовании, стилизованном под современные скандинавские триллеры: только в данном случае минималистичные композиции и холодные тона скорее вторят внутренней скупости главных героев, нежели подчеркивают реализм происходящих событий. Реализм в «Черном облаке» как раз исключительно формальный, с каждой новой серией шоу все больше напоминает страшный сюрреалистичный сон, который упорно хочет казаться правдой, но будет ею лишь до момента окончательного пробуждения».
Илья Кролевский (Lenta.ru): «Режиссёр Карен Оганесян нашел очень действенный способ запутать любителей детективных историй уже при помощи структуры своего проекта — фокус здесь то и дело перескакивает с одного персонажа на другого, отчего определить главных героев (при том что в центре повествования вроде как значится Оля) оказывается просто невозможно».
Анна Ентякова («КиноРепортёр»): «Будучи представителем экспериментального жанра, «Чёрное облако» органично поднимает целые пласты серьезных проблем. Здесь темы материнства и отцовства (на примере сразу нескольких персонажей), нездоровых отношений с мужчинами (классический букет – насилие, в том числе эмоциональное, ревность, холод, собственнические чувства), личных границ и человеческой слабости».
Сергей Ефимов («Комсомольская правда»): «Как и положено хорошему триллеру, смотреть «Чёрное облако» абсолютно безопасно, несмотря на всю его мрачность. Это очень-очень страшная, но терапевтическая сказка про девочку, которую никто никогда не любил. Эта нелюбовь и есть чёрное облако — большое, а есть ещё маленькое — в каждом, как напоминают авторы сериала в постерах».

## Награды
- 2023 – Премия фестиваля «Новый сезон» в категориях «Героиня Нового сезона» (Мария Мацель) и «Самый ожидаемый сериал» (3 место)[12]